# Scheibe Flugzeugbau
Pour les articles homonymes, voir Scheibe.
Scheibe Flugzeugbau est un fabricant de planeurs et de motoplaneurs allemand actif pendant la deuxième moitié du XXe siècle.

## Histoire
La société est fondée en 1951 par Egon Scheibe sur l'aéroport de Munich-Riem pour produire son Bergfalke,, en 1985 la société en avait produit plus de 2 000. Après la mort d'Egon Scheibe en 1997, ses beaux-fils prennent la direction de l'entreprise. En 2006, ils souhaitent abandonner la direction en raison de leur âge avancé mais en l'absence de repreneur l'entreprise doit cesser ses activités. Hartmut Sammet a ensuite fondé la société Scheibe Aircraft GmbH à Heubach, chargée de la maintenance des avions Scheibe existants, ainsi que des droits de fabrication du Scheibe SF 25.

## Produits
- Scheibe Bergfalke
- Scheibe Spatz
- Scheibe Specht
- Scheibe Sperber
- Scheibe Zugvogel
- Scheibe SF 23 Sperling
- Scheibe SF 24 Motorspatz
- Scheibe SF 25 Falke
- Scheibe SF 26
- Scheibe SF 27 Zugvogel V
- Scheibe SF 28 Tandem Falke
- Scheibe SF 29
- Scheibe SF 30 Club-Spatz
- Scheibe SFS 31
- Scheibe SF 32
- Scheibe SF 33
- Scheibe SF 34
- Scheibe SF 35
- Scheibe SF 36
- Scheibe SF 40
- Scheibe SF 41